# 小行星1132
小行星1132（1132 Hollandia）是一颗围绕太阳公转的小行星。1929年9月13日，亨德里克·范根特在约翰内斯堡发现了此天体。
該小行星以荷蘭的拉丁語命名。
这颗小行星的绝对星等为269.7538522284453等。